# Zvonimir Srna
Zvonimir Srna (* 18. Januar 1998 in Dubrovnik) ist ein kroatischer Handballspieler.

## Karriere

### Verein
Zvonimir Srna lernte das Handballspielen beim RK Dubrovnik. Im Februar 2020 wechselte der 2,02 m große linke Rückraumspieler bis zum Saisonende zum Rekordmeister RK Zagreb. Nachdem er die Saison 2020/21 beim HRK Gorica begonnen hatte, kehrte er nach einem Monat nach Zagreb zurück. Mit den Hauptstädtern gewann er 2021, 2022, 2023, 2024 und 2025 die Premijer Liga und den Pokal. Srna wird im Sommer 2025 zum französischen Erstligisten Montpellier Handball wechseln.

### Nationalmannschaft
Mit der kroatischen Nationalmannschaft belegte Srna bei der Europameisterschaft 2022 den 8. Platz, dabei warf er vier Tore in drei Spielen. Bei der Weltmeisterschaft 2023 kam das Team auf den 9. Platz, Srna traf einmal bei seinem einzigen Einsatz. Mit der kroatischen Auswahl nahm er an den Olympischen Spielen 2024 teil. Bei der Weltmeisterschaft 2025 warf Srna 34 Tore in neun Partien und gewann mit Kroatien die Silbermedaille.